# Ahmet Hilmi Ermişoğlu
Ahmet Hilmi Ermişoğlu (* 1937 in Bandırma; † 28. Mai 2023) war ein türkischer Botschafter.

## Leben
Ahmet Hilmi Ermişoğlu war der Sohn von Hatice und Mehmed Recâi Ermişoğlu. 1956 legte er an der St. Joseph High School das Abitur ab. Von November 1960 bis November 1962 wurde er bei den Türkischen Streitkräften zur Artilleriereserve ausgebildet. Von 27. Dezember 1989 bis 16. Mai 1993 war er Botschafter in Dhaka. Von 20. Mai 1993 bis 15. Juni 1995 war er Botschafter in Kuala Lumpur. Von 15. Juni 1995 bis 1. April 1998 leitete er als Ministerialdirigent im Außenministerium die Abteilung Luft- und Seefahrt mit Zypern. Von 1. April  1998 bis 15. September 2001 war er Botschafter in Wellington. Am 21. Juli 2013 wurde er in den Ruhestand versetzt.
| Vorgänger      | Amt                                                                | Nachfolger       |
| -------------- | ------------------------------------------------------------------ | ---------------- |
| Muammer Tuncer | Botschafter in Bangladesch 27. Dezember 1989 bis 16. Mai 1993      | Kutlu Özgüvenç   |
| Yalçın Tuğ     | Türkische Botschafterin in Malaysia 20. Mai 1993 bis 15. Juni 1995 | Ferhat Ataman    |
| Halit Güvener  | Botschafter in Neuseeland 1. Apr. 1998 bis 15. Sep. 2001           | Ali Ünal Maraşlı |

## Einzelbelege
1. ↑  Emekli Büyükelçi Ahmet Hilmi ERMİŞOĞLU'nun vefatı. In: Türkiye Cumhuriyeti Dışişleri Bakanlığı. Abgerufen am 27. Dezember 2024 (türkisch).
2. ↑  Ali Çankaya: Yeni Mülkiye târihi ve mülkiyeliler (Mülkiye şeref kitabı). S. 4109

| Personendaten    | Personendaten          |
| ---------------- | ---------------------- |
| NAME             | Ermişoğlu, Ahmet Hilmi |
| KURZBESCHREIBUNG | türkischer Botschafter |
| GEBURTSDATUM     | 1937                   |
| GEBURTSORT       | Bandırma               |
| STERBEDATUM      | 28. Mai 2023           |